# نصف‌النهار ۱۲۰ درجه شرقی
نصف‌النهار ۱۲۰ درجه شرقی ۱۲۰مین نصف‌النهار شرقی از گرینویچ است که از لحاظ زمانی ۸ساعت و ۰دقیقه با گرینویچ اختلاف زمانی دارد.
این نصف‌النهار از قطب شمال شروع و از مناطق زیر گذشته و به قطب جنوب ختم می‌شود.
- روسیه
- چین
- اقیانوس هند
- استرالیا